# Ovidia conicicollis
Ovidia conicicollis är en stekel som beskrevs 1924 av Alexandre Arsène Girault 1924. Arten placeras som ensam art i släktet Ovidia och familjen gallglanssteklar. Stekeln är känd från nordöstra Australien och inga underarter finns listade i Catalogue of Life.